# Bò sừng dài Anh
Bò sừng dài Anh (trước đây gọi là bò Lancashire) là một giống bò thịt nâu và trắng có sừng dài có nguồn gốc từ Craven, ở phía bắc nước Anh. Loài này ban đầu được sử dụng làm động vật phục vụ cho công việc đồng áng do thân hình của nó rất phù hợp; sữa cũng được thu thập nhằm sản xuất bơ và pho mát vì hàm lượng bơ cao. Một nông dân sẽ sở hữu một hoặc hai con bò; chúng sẽ được đi kèm với một con bò thuộc sở hữu của Chúa tể của các Manor. Những chiếc sừng cong dài, đáng chú ý phục vụ để phân biệt giống bò này với những bò khác có thể khiến bò giống này có vẻ ngoài khá hung dữ, mặc dù tính khí thường rất thân thiện. Bò sừng dài Anh sống lâu hơn đáng ngạc nhiên so với các giống bò khác và cũng được biết đến về việc sinh bê một cách dễ dàng. Chúng có một mảng lông màu trắng dọc theo đường sống lưng và dưới bụng.
Không nên nhầm lẫn với giống bò sừng dài Texas, thường được gọi là "Bò sừng dài" hoặc "Sừng dài - Longhorn". Bò sừng dài Anh có sừng cong có xu hướng phát triển xung quanh khuôn mặt, trong khi bò sừng dài Texas có sừng thường dài và hướng ra xa mặt. Bò sừng dài Texas có thể có bất kỳ màu lông nào mà một con bò có thể có trừ màu lang xanh, trong khi bò sừng dài Anh chỉ có màu nâu và trắng.